# Nowe Miasto
Nowe Miasto je městský obvod města Zelená Hora v okrese Zelená Hora v Lubušském vojvodství v Polsku. Nachází se také jižním směrem od řeky Odry v Dolním Slezsku a v geomorfologických celcích Wysoczyzna Czerwieńska, Wał Zielonogórski, Obniżenie Nowosolskie, Kotlina Kargowska a Dolina Środkowej Odry. Je převážně zalesněným venkovským předměstím Zelené Hory a obepíná tedy centrální část Zelené Hory ze severu, východu a jihu. Má plošnou rozlohu 220,4 km².

## Vznik a první volby
Nowe Miasto bylo ustaveno dne 2. ledna 2015 a historicky první volby do tohoto obvodu proběhly dne 15. března 2015. Vzniku Noweho Miasta předcházelo lokální referendum v roce 2014.

## Sídlo úřadu
Správa Noweho Miasta (Urząd Miasta Zielona Góra - Biuro Dzielnicy Nowe Miasto) sídlí na adrese Generała Jarosława Dąbrowskiego 39, 65-021 Zelená Hora.

## Administrativní členění
Nowe Miasto je dále administrativně členěno dle následující tabulky:
| Sołectwa, které jsou nazvané podle sídel | Barcikowice, Drzonków, Jany, Jarogniewice, Jeleniów, Kiełpin, Krępa, Łężyca, Ługowo, Nowy Kisielin, Ochla, Przylep, Racula, Stary Kisielin, Stożne, Sucha, Zatonie, Zawada |
| Další sídla bez statutu sołectwa         | Barcikowiczki, Krępa Mała, Marzęcin, Przydroze |

## Galerie

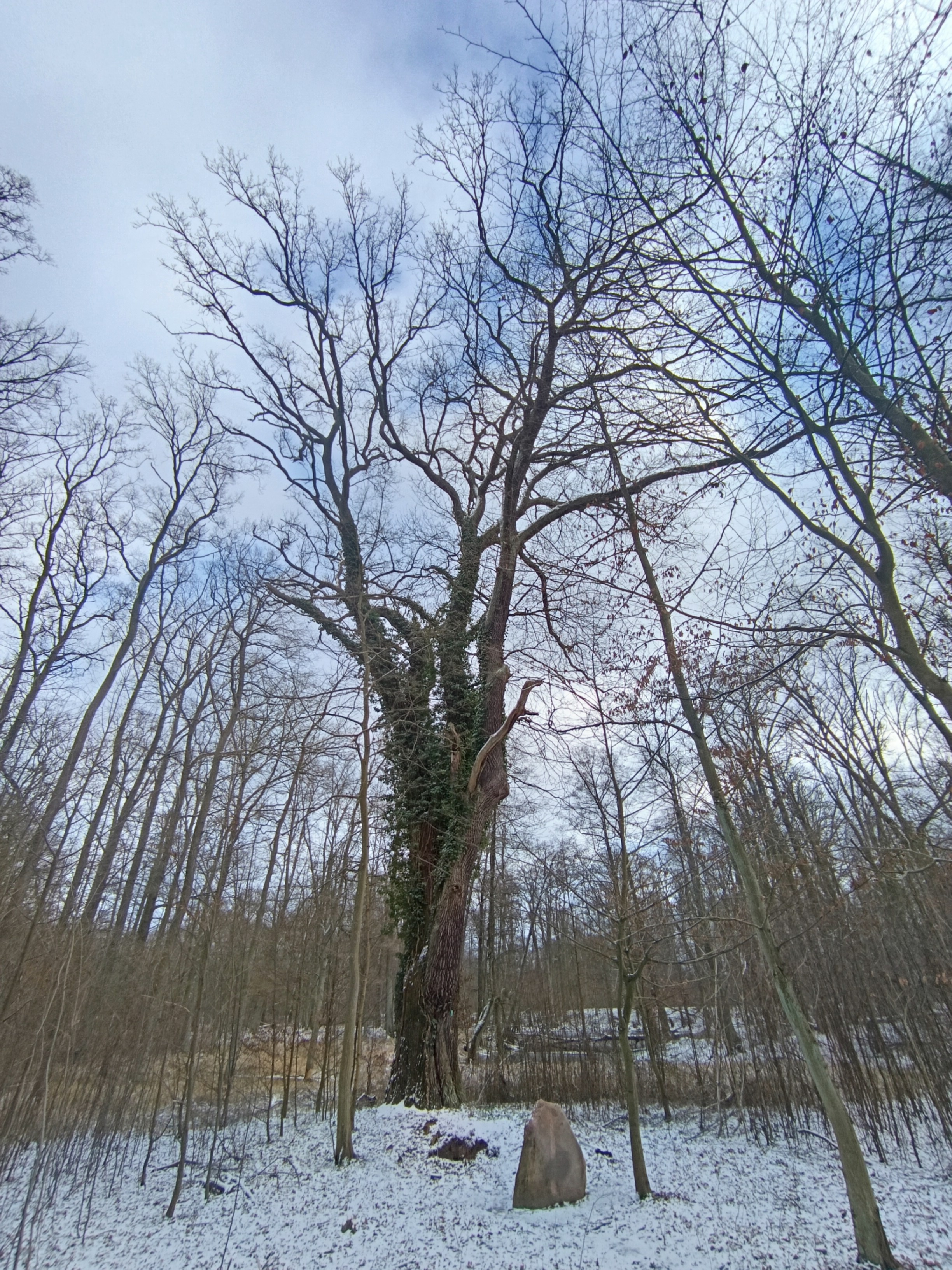
Památný Dub Pětisetletí (Dąb 500-lecia)